# 2001年8月逝世人物列表
2001年逝世人物列表：1月 - 2月 - 3月 - 4月 - 5月 - 6月 - 7月 - 8月 - 9月 - 10月 - 11月 - 12月
2001年8月逝世人物列表，是用於匯總2001年8月期間逝世人物的列表。

## 依日期排序

### 1日
- 馬安瀾，中國軍事家。
- Zuzana Chalupová，76歲，塞爾維亞/南斯拉夫天真畫家。[1]
- 傑伊·張伯倫（Jay Chamberlain），77歲，美國賽車手。
- 德懷特·埃德爾曼（Dwight Eddleman），78歲，美國籃球運動員和奧運會運動員，心臟病。
- 喬·林奇（Joe Lynch），76歲，愛爾蘭演員。
- Begum Aizaz Rasul，92歲，印度政治家。
- 羅伯特·里默（Robert Rimmer），84歲，美國作家。[2]
- 科里·斯金格（Korey Stringer），27歲，美式橄欖球運動員（俄亥俄州立大學，明尼蘇達維京人隊），中暑后併發症。[3]
- 丹·托勒（Dan Towler），73歲，美國橄欖球運動員。[4]
- Nicolae Tătaru，69歲，羅馬尼亞足球運動員。[5]
- 查理·沃德（Charlie Ward），89歲，英國高爾夫球手。

### 2日
- 马里奥·阿莱西尼（Mario Alesini），69歲，義大利籃球運動員。[6]
- 瓦萊麗·大衛斯（Valerie Davies），89歲，英國奧運游泳運動員，銅牌得主（1932年）。[7]
- 愛德華·加德納（Edward Gardner），89歲，英國政治家。[8]
- 勞倫斯·米納德（Lawrence Minard），51歲，美國記者和編輯，心臟病發作。[9]
- 羅納德·湯森（Ronald Townson），68歲，美國歌手（The 5th Dimension），腎衰竭。[10]

### 3日
- 弗朗茨-約瑟夫·巴赫（Franz-Josef Bach），84歲，德國政治家，聯邦議院議員。
- Louis Chevalier，90歲，法國歷史學家和學者。[11]
- 克裡斯托弗·休伊特（Christopher Hewett），80歲，英國演員（Mr. Belvedere，The Producers，Fantasy Island），糖尿病。[12]
- 漢斯·霍爾特（Hans Holt），91歲，奧地利電影演員。[13]
- 第七代朗福德伯爵弗蘭克·派克納姆（Frank Pakenham），95歲，英國政治家和社會改革家。[14]
- 73歲的法國音樂家珍妮·洛裡奧德（Jeanne Loriod）溺水身亡。[15]
- 马里奥·佩拉佐洛（Mario Perazzolo），90歲，義大利足球運動員。
- 愛德華多·托巴（Eduardo Toba），78歲，西班牙足球經理。[16]
- Lars Johan Werle，75歲，瑞典作曲家。

### 4日
- S. K. Bhatnagar，71歲，印度政治家和外交官。
- 克勞德·布萊德古德（Claude Bloodgood），64歲，美國國際象棋選手，被定罪的殺人犯，癌症。[17]
- 傑克·梅普爾（Jack Maple），48歲，美國員警和作家，癌症。
- Lorenzo Music，64歲，美國配音演員（《加菲貓和朋友們》《真正的捉鬼敢死隊》）和電視製片人（《鮑勃·紐哈特秀》），肺癌和骨癌。[18]
- 丹·澤爾（Dan Zehr），85歲，美國游泳運動員和奧運選手。[19]

### 5日
- 奧特瑪·阿利馬迪，72歲，烏干達外交部長（1979-1980年）和烏干達總理（1980-1985年）。[20]
- 伊斯克拉·巴比奇（Iskra Babich），69歲，蘇聯電影導演和編劇，癌症。
- 米哈伊洛·比利（Mykhailo Bilyi），78歲，蘇聯和烏克蘭政治家。
- 米洛什·博约维奇，63歲，塞爾維亞籃球運動員、體育記者和政治家。
- 卡羅·克勞福德·布朗（Caro Crawford Brown），93歲，美國記者，普利策獎得主。[21]
- Roy Dikeman Chapin， Jr.，85歲，美國企業高管（美國汽車公司董事長兼首席執行官）。[22]
- 亞倫·弗拉哈萬（Aaron Flahavan），25歲，英格蘭足球守門員，車禍。[23]
- 巴内·拉贝，37歲，德國賽艇運動員和奧運冠軍，奧運冠軍（1988年），神經性厭食症。[24]
- 克裡斯托弗·斯卡塞（Christopher Skase），52歲，澳大利亞商人和欺詐者，胃癌。

### 6日
- 豪爾赫·阿馬多（Jorge Amado），88歲，巴西作家，心臟病發作。[25]
- Wina Born，80歲，荷蘭記者和烹飪書籍作家。[26]
- Adhar Kumar Chatterji，86歲，印度海軍上將。
- 罗伯特·法纳姆（Robert Dunham），70歲，美國演員、作家和賽車手。
- 瓦西里·库兹涅佐夫，69歲，俄羅斯十項全能運動員。
- 肯尼斯·麥克唐納（Kenneth MacDonald），50歲，英國演員，心臟病發作。
- 吉姆·馬婁裡（Jim Mallory），82歲，美國棒球運動員和橄欖球教練。[27]
- 威廉·蒙克（Wilhelm Mohnke），90歲，二戰期間的德國黨衛軍將軍。
- 伊恩·奧斯比（Ian Ousby），54歲，英國歷史學家，作家和編輯，癌症。
- 艾倫·拉夫金（Alan Rafkin），73歲，美國電影和電視導演（《一天一天》《教練》《西部最搖晃的槍》）。[28]
- 多蘿西·圖丁（Dorothy Tutin），71歲，英國女演員（《認真的重要性》、《乞丐的歌劇》、《雙城記》、《射擊派對》），白血病。[29]
- 楊文明，85歲，南越政治家和ARVN將軍。

### 7日
- 拉裡·阿德勒（Larry Adler），87歲，美國口琴演奏家，肺炎。[30]
- 保羅·阿維里特（Paul Averitt），78歲，美國士兵和大屠殺攝影師。
- 丹·愛德華茲（Dan Edwards），75歲，美國橄欖球運動員（1948-1957）和教練（1958-1961）。[31]
- 傑克·詹姆斯（Jack James），80歲，美國火箭工程師。[32]
- Algirdas Lauritėnas，68歲，立陶宛籃球運動員。[33]
- 何塞·湯瑪斯（JoséTomás），66歲，西班牙古典吉他手和教師。[34]

### 8日
- 派翠克·沃爾（Patrick D. Wall）（科學家），76歲，英國神經科學家。[35]
- Jean Dorst，77歲，法國鳥類學家，巴黎國家自然歷史博物館前館長。[36]
- 哈裡·朱利安·芬克（Harry Julian Fink），78歲，美國電視和電影編劇。
- 讓-路易·弗蘭德林（Jean-Louis Flandrin），70歲，法國歷史學家。[37]
- 喬治·曼恩（George Mann），83歲，英國板球運動員。[38]
- 莫琳·雷根（Maureen Reagan），60歲，美國政治活動家，羅納德·雷根（Ronald Reagan）的女兒，黑色素瘤。[39]
- 諾拉·塞爾（Nora Sayre），68歲，美國電影評論家和散文家。[40]
- 彼得·辛克萊（Peter Sinclair），62歲，紐西蘭電臺名人。
- 保羅·瓦森（Paul Vaessen），39歲，英國足球運動員，意外吸毒過量。[41]
- Noud van Melis，77歲，荷蘭足球運動員。

### 9日
- Abe Bonnema，74歲，荷蘭建築師。[42]
- 漢弗萊·鮑恩（Humphry Bowen），72歲，英國植物學家和化學家。[43]
- Jacky Boxberger，法國運動員，被大象殺死。[44]
- L. G. Dupree，68歲，美國橄欖球運動員，癌症。
- 埃爾默·克努森（Elmer Knutson），86歲，加拿大商人，活動家和政治家。
- 亞歷克·斯金普頓（Alec Skempton），87歲，英國科學家。[45]

### 10日
- Lou Boudreau，84歲，美國棒球運動員和經理，七次入選全明星，棒球名人堂成員。[46]
- 弗拉基米爾·布格林（Vladimir Bougrine），63歲，俄羅斯畫家。
- 阿爾瓦羅·卡羅利諾（Álvaro Carolino），50歲，葡萄牙足球運動員和經理，肺部併發症。
- 艾爾莎·卡維爾蒂（Elsa Cavelti），94歲，瑞士歌劇女低音和女中音。[47]
- Jerry DeFuccio，76歲，美國漫畫作家和編輯。
- 曼弗雷德·埃格林（Manfred Eglin），65歲，德國足球運動員。
- Vasudeo S. Gaitonde，印度畫家。[48]
- Gianfranco Miglio，83歲，義大利法學家、政治學家和政治家。
- 拉蒙·蒙讚特（Ramón Monzant），68歲，委內瑞拉棒球運動員。[49]
- 迪特裡希·佩爾茨（Dietrich Peltz），87歲，二戰期間德國空軍轟炸機和國防軍將軍。
- 維爾納·皮爾希納（Werner Pirchner），61歲，奧地利作曲家和爵士音樂家。
- 路易士·珀內爾（Louis Purnell），81歲，美國國家航空航天博物館（National Air and Space Museum）策展人。
- 斯坦尼斯拉夫·罗斯托茨基（Stanislav Rostotsky），79歲，蘇聯/俄羅斯電影導演和編劇。[50]
- 土耳其 Tolson Tjupurrula，63歲，澳大利亞原住民藝術家。

### 11日
- Paul Cunniffe，40歲，英國-愛爾蘭歌手兼作曲家，從陽臺上墜落。
- 卡洛斯·漢克·岡薩雷斯，73歲，墨西哥政治家和商人。
- 愛德華·湯瑪斯·霍爾（Edward Thomas Hall），77歲，英國科學家，以揭露皮爾敦人是騙子而聞名。[51]
- 鲍勃·哈里斯（Bob Harris），57歲，美國爵士鋼琴家和編曲家，吸毒過量。
- 伊西多羅·瑪律米耶卡（Isidoro Malmierca），70歲，古巴政治家，肺癌。
- 珀西·斯托拉德（Percy Stallard），92歲，英國賽車手。[52]

### 12日
- 皮埃爾·克洛索夫斯基（Pierre Klossowski），96歲，法國作家、翻譯家和藝術家。[53]
- 朱利安·彼特-里弗斯（Julian Pitt-Rivers），82歲，英國社會人類學家和民族志學家。[54]
- 沃爾特·沃克（Walter Walker），88歲，英國陸軍上將。[55]

### 13日
- 曼努埃爾·阿爾瓦（Manuel Alvar），78歲，西班牙語言學家、歷史學家和大學教授。[56]
- René Berthier，89歲，法國演員。
- 斯蒂芬努斯·杜·普萊西斯（Stephanus du Plessis），71歲，南非奧運鐵餅運動員和推桿運動員。
- 约翰·埃利奥特（John C. Elliott），82歲，美國政治家，美屬薩摩亞第39任總督。
- 吉姆·休斯（Jim Hughes），78歲，美國棒球運動員。[57]
- 吉米·納普（Jimmy Knapp），60歲，英國工會會員，癌症。
- Gabor Peterdi，85歲，匈牙利裔美國畫家和版畫家。[58]
- 米格爾·羅德裡格斯·羅德裡格斯（Miguel Rodriguez Rodriguez），70歲，波多黎各羅馬天主教主教。
- 理查·肖爾（Richard Shorr），58歲，美國音響工程師（《虎膽龍威》、《鐵血戰士》、《忍者神龜》）。
- 艾倫·斯凱恩（Alan Skene），68歲，南非橄欖球運動員。
- 奧托·斯圖帕徹（Otto Stuppacher），54歲，奧地利賽車手。[59]
- 安東尼奧·祖梅爾（Antonio Zumel），69歲，菲律賓記者、活動家和革命家。

### 14日
- 厄爾·安東尼，63歲，美國職業投球手。[60]
- 奧斯卡·賈尼格（Oscar Janiger），83歲，美國實驗精神病學家，以LSD研究而聞名。[61]
- Jackie “Butch” Jenkins，63歲，美國童星。
- Ridgway B. Knight，90歲，美國外交官和大使。
- 帕维尔·施密特（Pavel Schmidt），71歲，斯洛伐克賽艇運動員和奧運冠軍。[62]

### 15日
- 理查·切利莫，29歲，肯亞奧運長跑運動員（1992年夏季奥林匹克运动会男子10000米銀牌得主），腦癌。[63]
- 謝爾登·達茨（Sheldon Datz），74歲，美國化學家。[64]
- 雷蒙德·愛德華·詹森（Raymond Edward Johnson），90歲，美國廣播和舞台演員（《內聖所之謎》）。[65]
- 彼得·馬祖爾（Peter Mazur），78歲，奧地利-荷蘭物理學家。
- 雷納托·潘塞拉（Renato Panciera），66歲，義大利短跑運動員。[66]
- 吉姆·羅素（Jim Russell），92歲，澳大利亞漫畫家。
- 卡特琳娜·尤先科，81歲，烏克蘭計算機和資訊研究科學家。
- Yavuz Çetin，30歲，土耳其音樂家，自殺。

### 16日
- 戴夫·巴里（Dave Barry），82歲，美國演員和喜劇演員。
- 小肯尼斯·里斯·科爾（Kenneth Reese Cole， Jr.），63歲，理查·尼克鬆（Richard Nixon）的美國政治助手。[67]
- 魯珀托·多諾索（Ruperto Donoso），86歲，智利騎師。
- 弗雷德·格洛弗，73歲，加拿大冰球運動員（芝加哥黑鷹隊、底特律紅翼隊、克利夫蘭男爵隊）和教練（奧克蘭海豹隊、洛杉磯國王隊）。[68]
- 安娜·馬尼（Anna Mani），82歲，印度物理學家和氣象學家，中風。
- Sizwe Motaung，31歲，南非足球運動員，愛滋病相關併發症。[69]
- 弗洛德·斯賓塞（Floyd Spence），73歲，美國律師和政治家，腦血栓形成。[70]
- 西德尼·蒂利姆（Sidney Tillim），76歲，美國藝術家和藝術評論家。[71]
- 克劳斯·瓦格纳（Klaus Wagner），79歲，德國馬術和奧運獎牌得主。[72]

### 17日
- 威廉·G·克拉克（William G. Clark），77歲，美國政治家和法學家。[73]
- 約瑟夫·弗裡德（Josef Fried），87歲，波蘭裔美國有機化學家。[74]
- 赫爾曼·戈夫伯格（Herman Goffberg），80歲，美國奧運長跑運動員（1948年夏季奧運會男子10,000米）。[75]
- 埃米爾·戈羅維茨（Emil Gorovets），78歲，蘇聯和烏克蘭歌手。
- 日夫科·尼科利奇，59歲，南斯拉夫和黑山電影導演。[76]
- 查理斯·帕爾默（Charles Palmer），71歲，英國武術家。
- 菲力浦·菲力浦斯（Flip Phillips），86歲，美國爵士男高音薩克斯管和單簧管演奏家。[77]

### 18日
- 埃德蒙·劍橋（Edmund Cambridge），80歲，美國演員兼導演，跌倒併發症。[78]
- 羅蘭·卡登（Roland Cardon），72歲，比利時作曲家、音樂教師和多樂器演奏家。
- 菲力浦·克羅斯比（Philip B. Crosby），75歲，美國商人和作家。
- 傑克·埃利奧特（Jack Elliott），74歲，美國電影和電視音樂作曲家（《查理的天使》、《夜庭》、《混蛋》）。[79]
- 希勒爾·庫克（Hillel Kook），86歲，俄羅斯/美國修正主義猶太複國主義活動家和政治家。[80]
- David Peakall，70歲，英國環境毒理學家和鳥類學家。[81]
- Toppur Seethapathy Sadasivan，88歲，印度植物病理學家。
- 湯姆·沃森（Tom Watson），69歲，蘇格蘭演員。

### 19日
- 貝蒂·埃弗雷特（Betty Everett），61歲，美國靈魂歌手和鋼琴家（“The Shoop Shoop Song”，“Let It Be Me”）。[82]
- 費利西西莫·法哈多（Felicisimo Fajardo），87歲，菲律賓籃球運動員。
- 伊谷純一郎，75歲，日本人類學家和學者。[83]
- 迪恩·羅珀（Dean Roper），62歲，美國賽車手，心臟病發作。
- 萊斯·西利（Les Sealey），43歲，英國足球運動員，心臟病發作。[84]
- Inder Singh，57歲，印度奧運曲棍球運動員。[85]
- 威利·范尼森（Willy Vannitsen），66歲，比利時賽車手。[86]
- 唐納德·伍茲（Donald Woods），67歲，南非記者，報紙編輯和反種族隔離活動家，癌症。[87]

### 20日
- 理查·克洛沃德（Richard Cloward），74歲，美國社會學家和活動家（1993年《全國選民登記法》）。[88]
- 尼爾·科爾齊（Neal Colzie），48歲，美國橄欖球運動員（奧克蘭突襲者隊、邁阿密海豚隊、坦帕灣海盜隊），心臟病發作。
- 弗雷德·霍伊尔（Fred Hoyle），86歲，英國天文學家和科幻小說作家，中風。[89]
- Akın Kuloğlu，29歲，喬治亞-土耳其拳擊手和奧運選手，交通事故。[90]
- 沃爾特·裡德（Walter Reed），85歲，美國舞臺、電影和電視演員。[91]
- 西爾維婭·米勒卡姆（Sylvia Millecam），45歲，荷蘭女演員和喜劇演員，乳腺癌。[92]
- Kershasp Tehmurasp Satarawala，85歲，印度公務員和外交官。
- 埃利澤·肖斯塔克（Eliezer Shostak），89歲，以色列政治家。
- 金·斯坦利（Kim Stanley），76歲，美國女演員（《濕漉漉的下午降神會》，《正確的東西》，《法蘭西斯》），艾美獎得主（1963年，1985年），子宮癌。[93]
- Rolla M. Tryon Jr.，84歲，美國植物學家。

### 21日
- 貝麗爾·庫克（Beryl Cooke），94歲，英國女演員。
- 帕爾·恩格爾，63歲，匈牙利歷史學家。[94]
- 史蒂文·伊澤努爾（Steven Izenour），61歲，美國建築師和作家（向拉斯維加斯學習）。[95]
- 約翰·克林斯（John Kerins），39歲，愛爾蘭蓋爾足球運動員，癌症。
- Calum MacKay，74歲，加拿大冰球運動員。[96]
- 諾曼·裡格比（Norman Rigby），78歲，英國足球運動員和經理。[97]
- 胡安·安東尼奧·維拉卡尼亞斯，79歲，西班牙詩人、散文家和評論家。

### 22日
- 约翰尼·安德森（Johnny Anderson），71歲，蘇格蘭足球運動員。
- 塔季揚娜·阿維麗娜，51歲，蘇聯俄羅斯奧運速滑運動員（在1976年冬季奧運會上獲得兩枚金牌和兩枚銅牌），胃癌。[98]
- Mauro Bicicli，66歲，義大利足球運動員和教練。[99]
- Rose Edgcumbe，67歲，英國心理學家、精神分析學家和學者。[100]
- Bernard Heuvelmans，84歲，法國科學家。
- 鮑比·約翰斯通（Bobby Johnstone），71歲，蘇格蘭足球運動員（希伯尼安，曼城，奧爾德姆競技，蘇格蘭）。
- 斯皮羅·科萊卡（Spiro Koleka），93歲，阿爾巴尼亞共產主義政治家和政治家。
- 沙拉德·塔爾沃卡（Sharad Talwalkar），82歲，印度演員，心臟病發作。
- 瓦羅·尤金·泰勒（Varro Eugene Tyler），74歲，美國生藥學教授和集郵家。[101]

### 23日
- 埃裡克·艾倫代爾，65歲，英國爵士音樂家。[102]
- 霍華德·弗萊徹（Howard Fletcher），88歲，美國大學橄欖球運動員兼主教練（北伊利諾伊大學）。[103]
- 弗蘭克·埃米利奧·弗林（Frank Emilio Flynn），80歲，古巴鋼琴家。[104]
- 雷·弗雷德里克（Ray Frederick），72歲，加拿大冰球運動員（芝加哥黑鷹隊）。[105]
- 凱薩琳·弗里曼（Kathleen Freeman），78歲，美國女演員（《貨車列車》《北到阿拉斯加》《瘋狂教授》），肺癌。[106]
- 赫伯特·哈格（Herbert Haag），86歲，德裔瑞士羅馬天主教神學家和聖經學者（以挑戰梵蒂岡而聞名）。[107]
- 亨麗埃特·比·洛倫岑（Henriette Bie Lorentzen），90歲，挪威記者、和平活動家、女權主義者和出版商。
- 彼得·馬斯（Peter Maas），72歲，美國記者和作家（Serpico，The Valachi Papers）。[108]
- 二階堂副包，78歲，日本經濟學家。
- Manolita Saval，87歲，西班牙女演員和歌手，血栓形成。

### 24日
- 喬治·本森（George Benson），82歲，美國橄欖球運動員。[109]
- 簡·格裡爾（Jane Greer），76歲，美國影視女演員（《走出過去》），癌症。[110]
- 米蘭·卡德萊茨，42歲，捷克斯洛伐克奧運五項全能運動員（1980年夏季奧運會和1988年夏季奧運會團體和個人現代五項），自殺。[111]
- 羅曼·馬佐夫，84歲，蘇聯和愛沙尼亞小提琴家、鋼琴家和指揮家。
- 漢克·紹爾（Hank Sauer），84歲，美國棒球運動員（1952年最有價值球員）（“箭牌球場市長”）。[112]
- 雷蒙德·懷爾丁-懷特（Raymond Wilding-White），78歲，美國作曲家。[113]

### 25日
- Aaliyah，22歲，美國R&B歌手（《Are You That Somebody？》《Try Again》）和女演員（《Romeo Must Die》《Queen of the Damned》），飛機失事。[114]
- Madge Adam，89歲，英國天文學家。
- 瑪麗·巴納德（Mary Barnard），91歲，美國詩人、傳記作家和翻譯家。[115]
- 卡爾·布魯爾（Carl Brewer），62歲，加拿大冰球運動員。[116]
- 約翰·錢伯斯（John Chambers），78歲，美國化妝師，第一位獲得情報功績勳章的平民。
- Üzeyir Garih，72歲，土耳其工程師、商人、作家和投資者。
- 戴安娜·戈爾登（Diana Golden），38歲，美國殘疾滑雪運動員，癌症。[117]
- 菲力浦·萊奧塔（Philippe Léotard），60歲，法國演員和歌手，呼吸衰竭。[118]
- 松尾銀三，50歲，日本配音演員，蛛網膜下腔出血。
- 约翰·纳尔逊（John L. Nelson），85歲，美國爵士音樂家，詞曲作者和普林斯的父親。
- Asit Sen，78歲，孟加拉印度電影導演、攝影師和編劇。
- 肯·泰瑞爾（Ken Tyrrell），75歲，英國賽車手和車隊領隊，胰腺癌。[119]

### 26日
- 約翰·霍恩，69歲，英國網球運動員。
- 路易士·莫爾斯托克，97歲，加拿大畫家。[120]
- 瑪麗塔·彼得森（Marita Petersen），60歲，法羅群島總理，眾議院第一位女議長，死於癌症。
- 艾爾·彼特曼，61歲，加拿大詩人和劇作家。[121]

### 27日
- 黄万里，中国水利、水文学专家，清华大学水利系教授。
- Cal Collins，68歲，美國爵士吉他手。[122]
- Michalis Dertouzos，64歲，希臘裔美國教授和計算機科學家。[123]
- 約翰·喬·蘭德斯（John Joe Landers），94歲，愛爾蘭蓋爾足球運動員。
- 詹姆斯·福特（James D. Ford），70歲，美國神職人員，前美國眾議院牧師，自殺
- 阿布·阿裡·穆斯塔法（Abu Ali Mustafa），63歲，巴勒斯坦領導人兼解放巴勒斯坦人民陣線（PFLP）秘書長，殺人罪。[124]
- 胡安·萊欽·奧昆多，87歲，玻利維亞政治家，副總統（1960-1964）。[125]
- 卡爾·烏爾里希·施納貝爾（Karl Ulrich Schnabel），92歲，奧地利鋼琴家。[126]

### 28日
- 伯特·加德納（Bert Gardiner），88歲，加拿大冰球運動員（蒙特利爾加拿大人隊、芝加哥黑鷹隊、波士頓棕熊隊、紐約遊騎兵隊）。[127]
- 凱特·格拉塞格，84歲，德國奧運高山滑雪運動員（1936年冬奧會女子高山滑雪銀牌得主）。[128]
- David P. Harmon，82歲，美國佈景師和製片人。
- 約翰·弗雷德里克·霍勒曼（Johan Frederik Holleman），85歲，荷蘭裔南非民族學家和法律學者。[129]
- 肯尼斯·馬多克斯（Kenneth Maddocks），94歲，英國殖民官員和斐濟總督（1958-1963）。
- 勞倫斯·馬庫斯（Lawrence B. Marcus），84歲，美國編劇。
- 胡安·穆尼奧斯（Juan Muñoz），48歲，西班牙雕塑家，動脈瘤引起的心臟驟停。[130]
- Serhiy Perkhun，23歲，烏克蘭足球運動員，腦溢血。[131]
- 雷米·普雷薩斯（Remy Presas），64歲，菲律賓武術家，Modern Arnis的創始人，腦癌。
- 恩斯特·斯泰特勒（Ernst Stettler），80歲，瑞士賽車手。[132]

### 29日
- 哈羅德·切斯特納特（Harold Chestnut），83歲，通用電氣（General Electric）的美國電氣工程師和作家。
- 羅傑·戴利（Roger Daley），58歲，英國氣象學家。[133]
- 維克多·約根森（Victor Jörgensen），77歲，丹麥奧運拳擊手（1952年夏季奧運會次中量級拳擊銅牌得主）。[134]
- Manubhai Pancholi，86歲，印度小說家、作家和政治家。
- 弗朗西斯科·拉巴爾，75歲，西班牙演員，肺氣腫。[135]
- 迪克·塞爾瑪（Dick Selma），57歲，美國棒球運動員，肝癌。[136]
- Graeme Strachan，50歲，澳大利亞歌手（Skyhooks）和電視節目主持人。[137]
- 埃裡克·蒂普頓，86歲，美國棒球運動員。[138]
- Sabahattin Özbek，86歲，土耳其政治家和學者。

### 30日
- 胡安·阿庫尼亞，78歲，西班牙足球守門員。
- 裘莉·畢曉普（Julie Bishop），87歲，美國女演員（硫磺島的金沙，奧羅克公主，北方追求，至高無上），肺炎。[139]
- A. F. M. Ahsanuddin Chowdhury，86歲，孟加拉國第9任總統。
- 斯坦·哈蘭德，61歲，英格蘭足球運動員。
- 戈萬·姆貝基（Govan Mbeki），91歲，南非政治家，非國大（ANC）和南非共產黨（SACP）領導人。[140]
- G. K. Moopanar，70歲，印度政治家。[141]
- 迪利·拉曼·雷格米（Dilli Raman Regmi），87歲，尼泊爾歷史學家和政治家。
- Kothamangalam Seenu，91歲，泰米爾語演員和歌手。
- Kwee Kiat Sek，67歲，印尼足球運動員。
- Agus Wirahadikusumah，49歲，印度尼西亞亞軍官。

### 31日
- Crash Davis，82歲，美國棒球運動員，胃癌。[142]
- 胡里奧·安東尼奧·埃利斯吉，90歲，西班牙足球運動員。[143]
- 保羅·哈姆林（Paul Hamlyn），75歲，英國出版商和慈善家。[144]
- Odd Steinar Holøs，79歲，挪威政治家。[145]